# Andrea Thema
Andrea Thema (* 1957 in Maroldsweisach, Unterfranken) ist eine deutsche Künstlerin.

## Leben
Von 1976 bis 1979 absolvierte Thema ein Studium zur Fachlehrerin an Volksschulen, Sondervolksschulen, Realschulen und Beruflichen Schulen in der Fächerverbindung Handarbeit / Hauswirtschaft an der Fachakademie in Würzburg und in Nürnberg sowie am Staatsinstitut Abteilung III in Nürnberg. Nach dem ersten Staatsexamen ging sie zwei Jahre in den Vorbereitungsdienst und arbeitete nach dem zweiten Staatsexamen bis 2004 als Fachlehrerin (H) im Staatsdienst, vorwiegend in Nürnberg. Sie unterrichtete u. a. in den Fächern Hauswirtschaft, Handarbeit, Textilarbeit, Textiles Gestalten und Werken. Von 1982 bis 1999 wirkte sie als Ausbildungslehrerin, Praktikumslehrerin und Mitglied der Prüfungskommission für das Staatsexamen zur 1. Lehramtsprüfung am Staatsinstitut Abteilung III in Nürnberg. Daneben arbeitete sie von 1989 bis 1993 als Schöffin am Amtsgericht und von 1993 bis 1997 als Schöffin am Landgericht Nürnberg. 1992 erwarb sie eine Fachübungsleiter-Lizenz Rettungsschwimmen mit Befähigung zur Lehrerfortbildung und damit die Qualifikation und staatliche Anerkennung zur Erteilung des Schwimmunterrichts an Volksschulen und an Schulen für Behinderte, sowie den Unterricht in Rettungsschwimmen und leitete das Referat DLRG und Schule in Bayern. 2006 bis 2008 war Andrea Thema auf Bundesebene Dozentin im DLRG Bildungswerk in Bad Nenndorf. Für ihr langjähriges Engagement bekam sie 2009 die Ehrennadel des Landesverbandes der DLRG Bayern in Gold. Von 2013 bis Mitte 2014 übernahm sie die kommissarische Leitung der Paramentik Neuendettelsau. Als freischaffende Künstlerin ist sie seit 1986 tätig, sie lebt und arbeitet heute im Nürnberger Land.
In ihrer ersten Ehe mit dem Wissenschaftler Manfred Fuchs trug sie den Namen Andrea Fuchs. Der 1984 geborene promovierte Physiker Benjamin Fuchs ging aus dieser Ehe hervor. 1998 bis 2007 trug sie den Namen Andrea Thema-Fuchs. Seit 2007 ist Andrea Thema mit dem Künstler Giselher Scheicher verheiratet. 

## Werk
Seit die Künstlerin ihr Charakteristikum in der Malerei gefunden hat, nämlich bearbeitetes Schleifpapier, ein Objet trouvé als Bildgrund, beschäftigt sie sich auch mit der Verbindung von Kunst und Architektur, Kunst im sakralen Raum, kinetischer und kybernetischer Kunst, sowie mit der Verbindung von Kunst und Technik. Raumgreifende Installationen und die Verwendung außergewöhnlicher Materialien in Verbindung mit Licht und Illuminationen sind zu einem Schwerpunkt ihres Schaffens geworden.

## Stipendium
In Zusammenarbeit mit dem Kunsthaus Nürnberg, dem Amt für internationale Beziehungen der Stadt Nürnberg und dem Kulturamt Mazedonien bekam Thema 2009 ein Stipendium, um an der 23. International Art Colony, einem Pleinair Symposium in der Klosteranlage Sv. Joakim Osogovski, in der Provinz Kriva Palanka, in Mazedonien teilzunehmen.

## Werke in öffentlichen Sammlungen (Auswahl)
- Museen und Galerien der Stadt Schweinfurt für die Kunsthalle Schweinfurt
- Kunstsammlung der Diözese Würzburg für das Kartäusermuseum Tückelhausen
- Kunstverein Unverdorben für die Stadtpfarrkirche St. Josef, Neunburg vorm Wald
- Archiv des Deutschen Bundestags, Berlin
- Museum Kirche in Franken im Freilandmuseum des Bezirks Mittelfranken in Bad Windsheim

## Kunst und Bauen
- 2014 Realisierung der Altarraumgestaltung im Andachtsraum des Kompetenzzentrum "Beraten – Wohnen – Pflegen" München[9]
- 2013 Einladung zur Altarraumgestaltung für das Kompetenzzentrum "Beraten – Wohnen – Pflegen" München[9]
- 2011 Einladung zum halboffenen Wettbewerb: Kunst am Bau, Erweiterung des Finanzamtes in Fürth
- 2011 Einladung zum begrenzt offenen, einstufigen Künstlerwettbewerb: Neues Gymnasium Wendelstein
- 2010 Einladung zum halboffenen Wettbewerb: Kunst am Bau – Rolf-Grabower-Haus – Landesfinanzschule Bayern

## Ausstellungen (Auswahl)
- 2023 OnTour, Ausstellungstournee des BBK Mittelfranken, Kunstschranne Weißenburg
- 2023 OnTour, Ausstellungstournee des BBK Mittelfranken, ehemaliges Fleischhaus – Rothenburger Künstlerbund
- 2023 Feuerzungen, in der Spitalkirche im Museum Kirche in Franken im Freilandmuseum des Bezirks Mittelfranken in Bad Windsheim
- 2023 Kulturscheune Altstadtfreunde Nürnberg
- 2022 Art Weekend Nürnberg, Heimatministerium Nürnberg
- 2022 Ausstellung zum Kunstpreis der Nürnberger Nachrichten, Kunsthaus Nürnberg
- 2022 Feuerzungen, in der Spitalkirche im Museum Kirche in Franken im Freilandmuseum des Bezirks Mittelfranken in Bad Windsheim
- 2021 Feuerzungen, in der Spitalkirche im Museum Kirche in Franken im Freilandmuseum des Bezirks Mittelfranken in Bad Windsheim
- 2021 Ausstellung zum Kunstpreis der Nürnberger Nachrichten, Kunsthaus Nürnberg
- 2020 Feuerzungen, in der Spitalkirche im Museum Kirche in Franken im Freilandmuseum des Bezirks Mittelfranken in Bad Windsheim
- 2019 Ausstellung zum Kunstpreis der Nürnberger Nachrichten, Kunsthaus Nürnberg
- 2019 Feuerzungen, in der Spitalkirche im Museum Kirche in Franken im Freilandmuseum des Bezirks Mittelfranken in Bad Windsheim
- 2018 Kunst für den Frieden, Installation "Zwischen Krieg und Frieden" Kunstverein Unverdorben, Neunburg vorm Wald[10], internationale Kunstausstellung, Kunstherbst 2018
- 2017 Gemeinsame Wege in Glaube und Kunst, Kunstverein Unverdorben, Neunburg vorm Wald[11], internationale Kunstausstellung, Kunstherbst 2017
- 2015 BLICK NACH „DRÜBEN“, xaver-mayr-galerie, Ebern
- 2014 BLICK NACH „DRÜBEN“, Kreisgalerie Mellrichstadt
- 2013 Gestaltung eines Fastentuches, Kardinal-Hengsbach-Haus in Essen
- 2013 Fastentuch modern. Prämierte Entwürfe des arsLiturgica-Wettbewerbs 2012 im Deutschen Textilmuseum Krefeld
- 2012 Dem Himmel so nah. Eine illuminierte Installation im Dachgebälk der Spitalkirche im Museum Kirche in Franken im Fränkischen Freilandmuseum des Bezirks Mittelfranken, Bad Windsheim (mit Giselher Scheicher)[12]
- 2011 Kunst und Architektur – Drei Wettbewerbe, Kunst-Raum im Deutschen Bundestag, im Marie-Elisabeth-Lüders-Haus
- 2011 BLICK NACH „DRÜBEN“, Bildungszentrum des BstU, ein zeitgeschichtliches Dokumentations- und Ausstellungszentrum in Berlin[13][14][15]
- 2011 Transzendenz. Installation im Altarraum in der St.-Johannis-Kirche (Würzburg)[16]
- 2011 Rauminszenierung „Unendlichkeit“, Kunstscheune der Altstadtfreunde, Nürnberg (mit Giselher Scheicher)
- 2011–2015 Kunst trotzt Demenz. Wanderausstellung der Diakoniestiftung Hessen[17]
- 2010 Open heArt, Kunstparcours, Eichstätt (mit Giselher Scheicher)[18]
- 2010 Kunst und Technik (mit Giselher Scheicher), Airport Nürnberg[19]
- 2010 BLICK NACH „DRÜBEN“, Museum für Grenzgänger, Bad Königshofen
- 2010 Moneta. Inszenierter Raum: "Klug wie Scheherazade", Frauenmuseum Bonn, interdisziplinär
- 2009 Kontraste Staatsministerium für Unterricht und Kultus, Wissenschaft und Kunst, München (mit Giselher Scheicher)
- 2009 Altarinstallation in drei Phasen, Jesu Christi Weg, St. Clemens, Nürnberg
- 2009 Museum der Stadt Skopje, Mazedonien
- 2009 geKREUZigt, St. Paul, Fürth (mit Giselher Scheicher)[20]
- 2008 Ausstellung zum Kunstpreis der Nürnberger Nachrichten, Kunsthaus Nürnberg[21]

## Interviews
- 2019 Bayerischer Rundfunk zur Ausstellung „Feuerzungen“ in der Spitalkirche im Museum Kirche in Franken im Freilandmuseum des Bezirks Mittelfranken, Pfingstbräuche, in der Frankenschau am Pfingstsonntag, den 9. Juni 2019 und am Pfingstmontag, den 10. Juni 2019 bei Wir in Bayern[22]
- 2019 Interview von Blagoy Apostolov für Radio Opera zur Ausstellung „Feuerzungen“ in der Spitalkirche im Museum Kirche in Franken im Freilandmuseum des Bezirks Mittelfranken, Erstausstrahlung am 17. Juni 2019 um 21h gesendet auf der Frequenz von Radio Charivari Würzburg[23]
- 2014 tvMAINFRANKEN Künstlerischer Rückblick in die Vergangenheit. 25. August 2014[24]
- 2011 Interview mit Blagoy Apostolov für Radio Opera zur Installation „Transzendenz“ in Würzburg, in St. Johannis, 2011, Erstsendung des Interviews auf Radio Charivari Würzburg: Montag, 11. Juli 2011[25]
- 2010 Künstler und ihre Auftraggeber. Kunstmatinee, Museum Lothar Fischer, Neumarkt[26]
- Neumarkt TV : Kunstausstellung mit Collagen von der Künstlerin Andrea Thema, 2008

## Veröffentlichungen
- Andrea Thema: BLICK NACH „DRÜBEN“. in: Jürgen Schneider: Einigkeit, Recht und Freiheit. 25 Jahre deutsche Wiedervereinigung (1990–2015). Steiner Verlag, Stuttgart 2017, ISBN 978-3-515-11845-3[27]
- Andrea Thema: Altarinstallation in drei Phasen in der katholischen Kirche St. Clemens im ökumenischen Gemeindezentrum Nürnberg‐Thon: Jesu Christi Weg. Eigenverlag, 2009 ISBN 978-3-00-026554-9.
- Andrea Thema: Collagen, Schleifpapier, Mischtechnik. Eigenverlag, 2009.
- Andrea Thema: Transformationen. Eigenverlag, 2010.